# Corinthian F.C. (Kent)

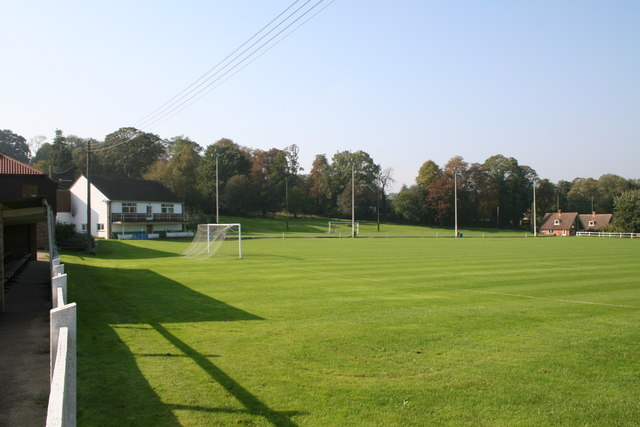
Sân Gay Dawn Farm năm 2006

Corinthian FC là một câu lạc bộ bóng đá có trụ sở tại Fawkham, gần Sevenoaks, Kent, Anh. Đội bóng hiện thi đấu tại Southern Counties East League Premier Division và có sân nhà ở Gay Dawn Farm.

## Danh hiệu
- Southern Counties East League
  - Nhà vô địch Division One mùa giải 2003–04

## Thống kê
- Thành tích tốt nhất tại FA Cup:  Vòng loại thứ hai các mùa giải 1993–94, 2020–21[2]
- Thành tích tốt nhất tại FA Vase: Bán kết mùa giải 2019–20[2]